# Orthia amalthaea
Orthia amalthaea là một loài bướm đêm trong họ Noctuidae.